# Thor: Son of Asgard (відеогра)
Thor: Son of Asgard (укр. Тор: Син Асґарду) — відеогра в жанрі beat 'em up, що була розроблена празькою студією Disney Mobile для iOS та заснована на коміксах видавництва Marvel Comics.
В основу сюжету покладено комікс-версію про Тора. Кадри зроблені з анімації, стилізованої під комікс. З іншого боку, сам персонаж заснований на його кіноверсії, його образі та костюмі.

## Ігровий процес
Гравець управляє персонажем Тором. У грі реалізований простий ігровий процес в стилі beat 'em up. Гравець бореться з ордами ворогів. Його зброя — молот, яким він може бити ворогів або блокувати їхні атаки. Він також може використовувати деякі комбо, включаючи одне, що вражає всіх ворогів поблизу блискавками.

## Сюжет
Дія гри розгортається в альтернативному вимірі, де Тор розбирається з наслідками дій Локі за його відсутності. Гра слідує за Тором, який намагається з'ясувати, чому його сестра Сіл зрадила Асґард і приєдналася до його ворогів. Його завдання приводять його до різних світів, включаючи, наприклад, Йотунгейм та Альфгейм. Йому доводиться стикатися з ворогами, серед яких темні ельфи, тролі, крижані велетні та змій Мідґарду.

## Огляди
Гра отримала змішані та негативні відгуки. Її хвалили за графіку, але критикували за ігровий процес. Також її хвалили за вокальну роботу та подальший погляд на всесвіт Тора.
Більшість рецензій критикували гру за те, що вона повторюється. Це заперечення пов'язане з відсутністю оновлень, на що звернули увагу деякі рецензенти. Керування також критикували за те, що воно розчаровує, а бойову систему — за недостатню глибину, яка зводиться лише до натискання кнопок. Анімація також була розкритикована деякими критиками як погана.